# Запис Томина крушка (Опарић)
Запис Томина крушка (Опарић) се налази на парцели чији је власник Антић Драги.

## Локација
| Општина             | Рековац                                                          |
| Катастарска општина | Опарић                                                           |
| Потес               | Криви цер                                                        |
| Координате          | 43° 45′ 27″ С; 21° 07′ 34″ И / 43.7575° С; 21.126000000000001° И |
| Надморска висина    | 350m                                                             |

## Карактеристике
Дендрометријске вредности утврђене на терену и сателитским снимцима:
| Стабло                     | Крушка |
| Висина стабла              | m      |
| Обим дебла                 | m      |
| Пречник крошње             | 7m     |
| Пречник дебла              | m      |
| Висина дебла до прве гране | m      |

## База записа
Запис је у оквиру Викимедија пројекта "Запис - Свето дрво" заведен под редним бројем 0391.